# 馬哈拉惹里拉級巡防艦
馬哈拉惹里拉級巡防艦為馬來西亞皇家海軍在1990年代初期提出的新一代近海巡邏艦計畫（Next Generation Patrol Vessel，NGPV）產物，原預計耗資243億令吉，在20年內分批購買27艘水面艦艇，由德國得標27艘的訂單，因不斷的進度延誤和超支而取消後續21艘的建造並重新招標，計畫名稱也改為第二代巡邏艦/近海戰鬥艦（Second Generation Patrol Vessels/Littoral Combat Ship，SGPV/LCS），後由法國標案得標，即馬哈拉惹里拉級。

## 概述
馬來西亞原在1990年代初期提出的新一代近海巡邏艦計畫（Next Generation Patrol Vessel，NGPV）由德國得標（吉打級護衛艦，MEKO 100 RMN），雙方原協議前2艘在德國完成船段與模組後再海運到馬來西亞檳城造船工業公司組裝完成，後續艦由布洛姆－福斯協助檳城造船工業公司建造，两年後更改合约，頭2艘改由在德國建造完成後交付馬來西亞皇家海軍，原預計耗資243億令吉，在20年內分批購買27艘，因不斷的進度延誤超支而取消後續21艘的建造並重新招標，計畫名稱也改為第二代巡邏艦/濒海戰鬥艦（Second Generation Patrol Vessels/Littoral Combat Ship，SGPV/LCS），由法國追風級護衛艦設計衍生的馬哈拉惹里拉級得標。

## 設計

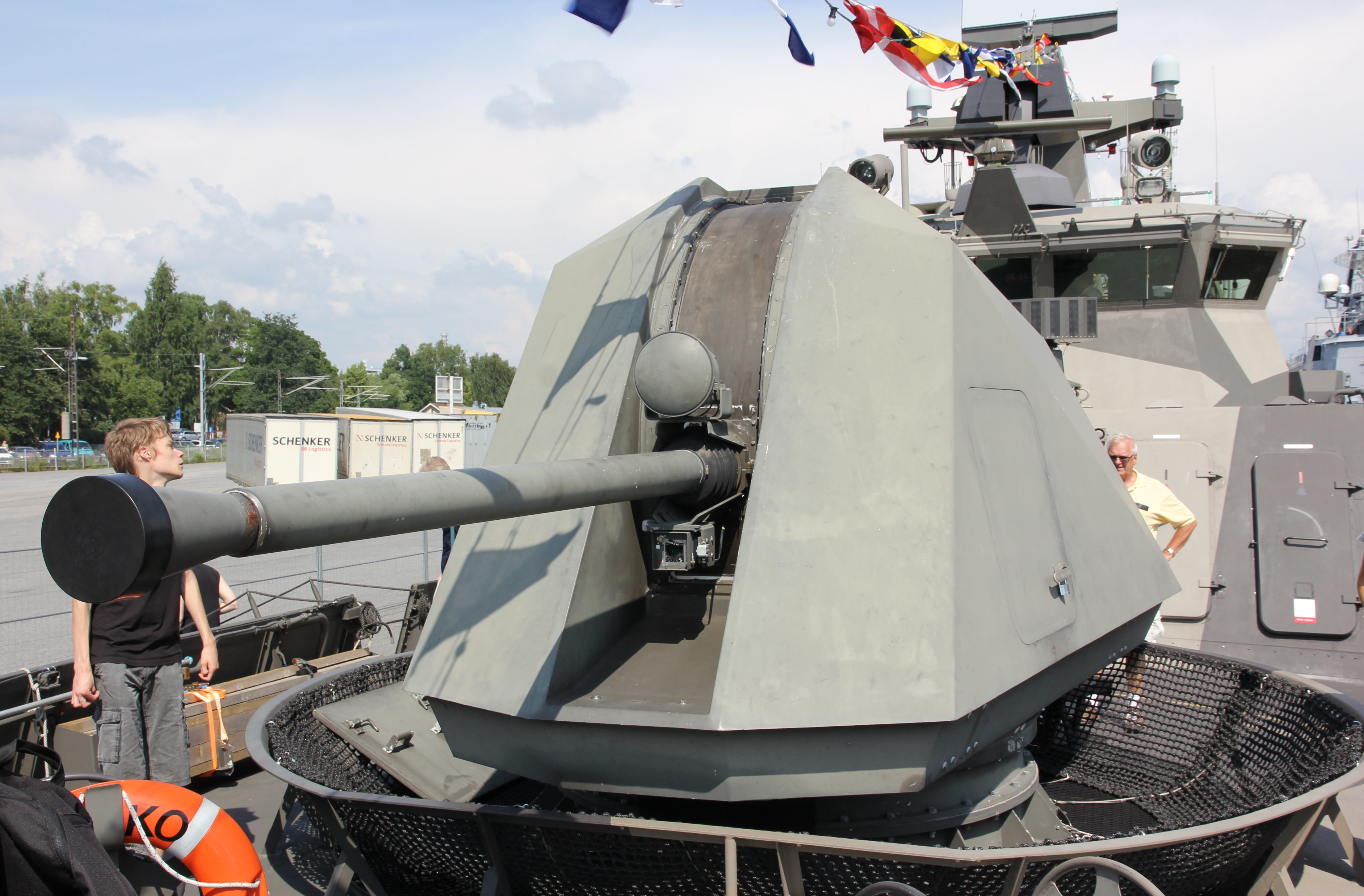
波佛斯57公厘艦炮

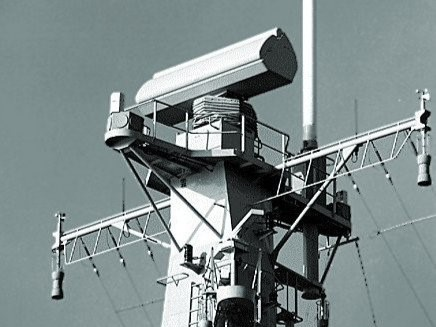
SMART-S Mk2 三維多功能雷達

## 同型艦
| 建造廠       | 艦名                            | 舷號 | 開工           | 下水                        | 交付     | 母港     |
| ------------ | ------------------------------- | ---- | -------------- | --------------------------- | -------- | -------- |
| Boustead造船 | 馬哈拉惹里拉號 Maharaja Lela    | 2501 | 2016年3月8日   | 2017年8月24日 2024年5月23日 | 2026年   |          |
| Boustead造船 | 拉賈·穆達·納拉號 Raja Muda Nala | 2502 | 2017年2月28日  | 2025年5月9日                |          |          |
| Boustead造船 | 拉惹馬哈帝號 Raja Mahadi        | 2503 | 2017年12月18日 |                             |          |          |
| Boustead造船 | 末沙烈號 Mat Salleh             | 2504 | 2018年10月31日 |                             |          |          |
| Boustead造船 | 督占谷號 Tok Janggut            | 2505 |                |                             | 2029年   |          |
| Boustead造船 | 末基勞號 Mat Kilau              | 2506 | 取消建造       | 取消建造                    | 取消建造 | 取消建造 |

## 相关事件
- 马来西亚濒海战舰丑闻

### 相關
- 馬來西亞軍事
- 馬來西亞皇家海軍
- 追風級護衛艦 法國
- 吉打級護衛艦 马来西亚

### 東協新世代巡防艦
- 拉登·艾迪·瑪爾塔迪納塔級巡防艦 印度尼西亞
- 江喜陀級巡防艦 緬甸
- 何塞·黎剎級巡防艦 菲律賓
- 可畏級巡防艦 新加坡
- 蒲美蓬·阿杜德級巡防艦 泰國
- 獵豹級巡防艦 越南

## 資料來源
1. ↑  . www.upmedia.mg.   [2023-06-25]. （原始内容存档于2023-06-25）. （页面存档备份，存于）
2. ↑  .   [19 March 2015]. （原始内容存档于2020-05-13）. （页面存档备份，存于）
3. ↑  . Navy Recognition. 9 April 2015  [9 April 2015]. （原始内容存档于2016-03-04）. （页面存档备份，存于）
4. ↑  .   [2019-03-17]. （原始内容存档于2020-05-13）. （页面存档备份，存于）
5. ↑  office_zzam. . www.armyrecognition.com. 2017-08-24. （原始内容存档于2024-12-03） （英国英语）.
6. ↑  Lee, Albert. . Naval News. 2024-06-04. （原始内容存档于2024-09-07） （美国英语）.
7. ↑  www.malaysiandefence.com/no-quarter/
8. ↑  www.malaysiandefence.com/keel-laying-ceremony-for-third-lcs/
9. ↑  www.malaysiandefence.com/fourth-lcs-keel-laying-ceremony/

## 外部連結
- Photos of an outdated model of the SGPV, seen without the stealth main gun （页面存档备份，存于）
- Gowind class Frigate – Royal Malaysian Navy on navyrecognition.com （页面存档备份，存于）